# Mała Cerkwica (gromada)
Mała Cerkwica – dawna gromada, czyli najmniejsza jednostka podziału terytorialnego Polskiej Rzeczypospolitej Ludowej w latach 1954–1972.
Gromady, z gromadzkimi radami narodowymi (GRN) jako organami władzy najniższego stopnia na wsi, funkcjonowały od reformy reorganizującej administrację wiejską przeprowadzonej jesienią 1954 do momentu ich zniesienia z dniem 1 stycznia 1973, tym samym wypierając organizację gminną w latach 1954–1972.
Gromadę Mała Cerkwica z siedzibą GRN w Małej Cerkwicy utworzono – jako jedną z 8759 gromad na obszarze Polski – w powiecie sępoleńskim w woj. bydgoskim, na mocy uchwały nr 24/9 WRN w Bydgoszczy z dnia 5 października 1954. W skład jednostki weszły obszary dotychczasowych gromad Mała Cerkwica, Duża Cerkwica i Radzim ze zniesionej gminy Kamień oraz obszar dotychczasowej gromady Zalesie ze zniesionej gminy Wałdowo w tymże powiecie. Dla gromady ustalono 25 członków gromadzkiej rady narodowej.
Gromadę zniesiono 1 stycznia 1969, a jej obszar włączono do gromad Kamień (sołectwa Mała Cerkwica, Duża Cerkwica i PGR Radzim) i Wałdowo (sołectwo Zalesie) w tymże powiecie.